# Analyta vansomereni
Analyta vansomereni is een vlinder uit de familie van de grasmotten (Crambidae). De wetenschappelijke naam van deze soort is voor het eerst gepubliceerd in 1932 door Willie Horace Thomas Tams.
De soort komt voor in Kenia.